# ヨーニン反応
ヨーニン反応（johnin reaction）とはヨーネ病の診断に用いられる細胞性免疫反応。遅延型皮内反応の一種であり、ヨーネ菌（Mycobacterium avium subsp. paratuberculosis）の培養濾液をヨーニンで濃縮し、0.1mlを尾根皮内に接種する。接種直後、接種72時間後の腫脹に2mm以上の差があれば陽性とする。本反応は結核菌感染動物も陽性を示すので、ヨーネ菌に特異的な反応というわけではない。